# Persones humanes
Persones humanes va ser un programa de Televisió de Catalunya emès en directe durant tres temporades (1993-1996). Presentat i dirigit per Mikimoto (Miquel Calçada i Olivella), amb guions de Francesc Orteu, Jaume Esquius, Joan Sol, Joan Tharrats, Xavi Guardia, Xavier Navarro i Guillem Martínez, producció executiva de Ferran Cera i coordinació de Mònica Terribas; comptava amb col·laboradors com Quim Monzó, el Dr. Soler, Andreu Buenafuente, Toni Clapés o Helena Pérez-Llorca, entre d'altres; i una banda de músics tocant en directe. És considerat com un dels primers late nights de la televisió a Espanya i clara influència per programes que vindrien després com Sense títol amb Andreu Buenafuente o Esta noche cruzamos el Mississippi amb Pepe Navarro. El programa destacava per fer servir un humor intel·ligent i desconcertant amb grans dosis d'ironia.
L'expressió «persona humana» era una absurda redundància amb intenció humorística. Molta gent, però, havia començat a adoptar l'expressió com a sinònim d'«ésser humà».
Un programa dedicat a la infanta Helena va ser objecte d'una forta polèmica, ja que la casa reial espanyola ho va entendre com una provocació. Hi va haver un gran escàndol, però el programa no va ser eliminat de la graella televisiva. L'aleshores president de la Generalitat, Jordi Pujol, va demanar disculpes a la casa reial, tot i admetre que ell no havia vist el programa. Per la seva banda, TVE va eliminar de la graella El peor programa de la semana, un espai humorístic de la cadena espanyola a causa de la intenció dels responsables del programa de convidar Quim Monzó, col·laborador de Persones humanes.